# Selimija
Selimija (turski: Selimiye Camii) u Edirneu, koja se gradila od 1569. do 1579. godine, najvažnije je djelo najvećeg osmanlijskog (osmanskog) arhitekta i graditelja Sinana (1489. – 1588.). Džamija sa svojim društvenim kompleksom (medresa, bazar, sat-kula, vanjsko dvorište i knjižnica) je 2011. godine upisana na UNESCO-ov popis mjesta svjetske baštine u Europi kao "najskaldniji izraz osmanske arhitekture gdje građevine oko džamije djeluju kao jedinstvena institucija.

## Povijest
Džamiju, koja je podignuta za Sulejmanovog sina Selima II. (vladao od 1566. – 1574.) u prijestolnici pokrajine Edirne, završena je kada je Sinan već zašao u osamdesete godine života.

## Arhitektura
Njen klasičan tlocrt turskih bogomolja, primijenjen na varijantama na tisućama mošeja sagrađenih od 15. do 19. stoljeća, nadahnut je Aja Sofijom. Ali kako je sjaj Justinijanove crkve trebao biti nadmašen, Sinan je isplanirao građevinu tako da je postavljanjem savršenog kruga na savršeni kvadrat dobio ozbiljno geometrijsko remek-djelo u kojem ukrasi igraju sekundarnu ulogu. Sve je podređeno velikom interijeru koji je natkriven kupolama i smislu za uređeni prostor koji on odaje. Za razliku od Justinijanove katedrale, ispred džamije nalazi se otvoreno dvorište sa stupovima, a sama džamija je u žarištu grupe građevina u koju spada utemeljitev grob, medresa, bolnica, kuhinje za siromašne i hamami. Ovaj arhitektonski kompleks bio je novost za islamski svijet i njegova harmoničnost bila je izvanredno obilježje turskog graditeljstva.
Kako je podignuta na platformi na rubu grada, svojim okvirom vertikalnih linija četiri minareta dominira krajolikom. Minareti koji poput igala paraju nebo, visoki su oko 90 metara, a široki samo 4 metra. Samo su carske džamije smjele imati više minareta, a Selimija je posebna jer su one obično imale samo dva. Džamija je također posebna jer ima kupolu koja je veća od kupole Sv. Sofije (što je Sinan volio da ističe) i iznutra izgleda kao da lebdi nepoduprta. Njezina težina je vješto razdijeljena preko kruga potpornih zidova i polukopola na osam potpornih stupova (od milja nazvanih – slonovskim nogama) i seriju lukova ispod njih. Sinan je u Selimiji usavršio ideje i sredstva iskušane u starijim građevinama i postigao otomanski ideal – postavljanje savršenog kruga iznad savršenog kvadrata. 
Iznutra je centralni plan istaknut mujezinom (platformom) u središtu ispod kupole. Prozori sa svakog kata osvjetljavaju unutrašnjost od kamena boje krema, suzdržane keramičke dekoracije i sjajnih tepiha.

## Poveznice
- Islamska umjetnost i arhitektura
- Sulejmanija
- Gazi Husrev-begova džamija
- Ahmedija

## Vanjske poveznice
- Selimija
- Fotografije Selimije  Arhivirana inačica izvorne stranice od 30. studenoga 2020. (Wayback Machine)